# Henkka Seppälä
Henri Samuli Seppälä pseudonim Henkka T. Blacksmith, (ur. 7 czerwca 1980 roku w Espoo), jeden z założycieli grupy Children of Bodom, basista.
Henkka Seppälä jest najmłodszym członkiem zespołu Children of Bodom. Z zawodu jest nauczycielem. W wieku 13 lat zaczął grać na gitarze, od początku był wspierany finansowo przez rodziców.

## Instrumentarium
- ESP Henkka T. Blacksmith Forest Signature Bass, 4 string (34" neckthru body alder, EMG 35DC)
- ESP Henkka T. Blacksmith Bottom Line Signature Bass,5 string (34" neckthru body alder, EMG 40DC pickups)
- ESP Custom Shop "Assault" shaped (34" neckthru body alder, EMG 40DC pickups)
- ESP Custom shop Viper Bass

## Dyskografia
Children of Bodom
- Something Wild (1997)
- Hatebreeder (1999)
- Follow the Reaper (2000)
- Hate Crew Deathroll (2003)
- Are You Dead Yet? (2005)
- Blooddrunk (2008)
- Relentless Reckless Forever (2011)
- Halo of Blood (2013)